# Lithospermum nelsonii
Lithospermum nelsonii är en strävbladig växtart som beskrevs av Jesse More Greenman. Lithospermum nelsonii ingår i släktet stenfrön, och familjen strävbladiga växter. Inga underarter finns listade i Catalogue of Life.